# 青屿
青屿是中华人民共和国浙江省苍南县马站镇管辖的一个岛屿。

## 历史沿革
《中国海域地名志》（1989）称为青屿。因岛上青草覆盖，故名。

## 地理
青屿位于南关岛西南641米，距大陆最近点2.40千米。岸线长度660米，陆域面积19432平方米，最高点高程24.5米。出露岩石为上侏罗统高坞组熔结凝灰岩。岛上有跨海界碑1座。